# Альфельд (Гільдесгайм)
Альфельд (нім. Alfeld) — місто в Німеччині, розташоване в землі Нижня Саксонія. Входить до складу району Гільдесгайм.
Площа — 72,86 км2. Населення становить 18 550 ос. (станом на 31 грудня 2021).